# Combustible de motor

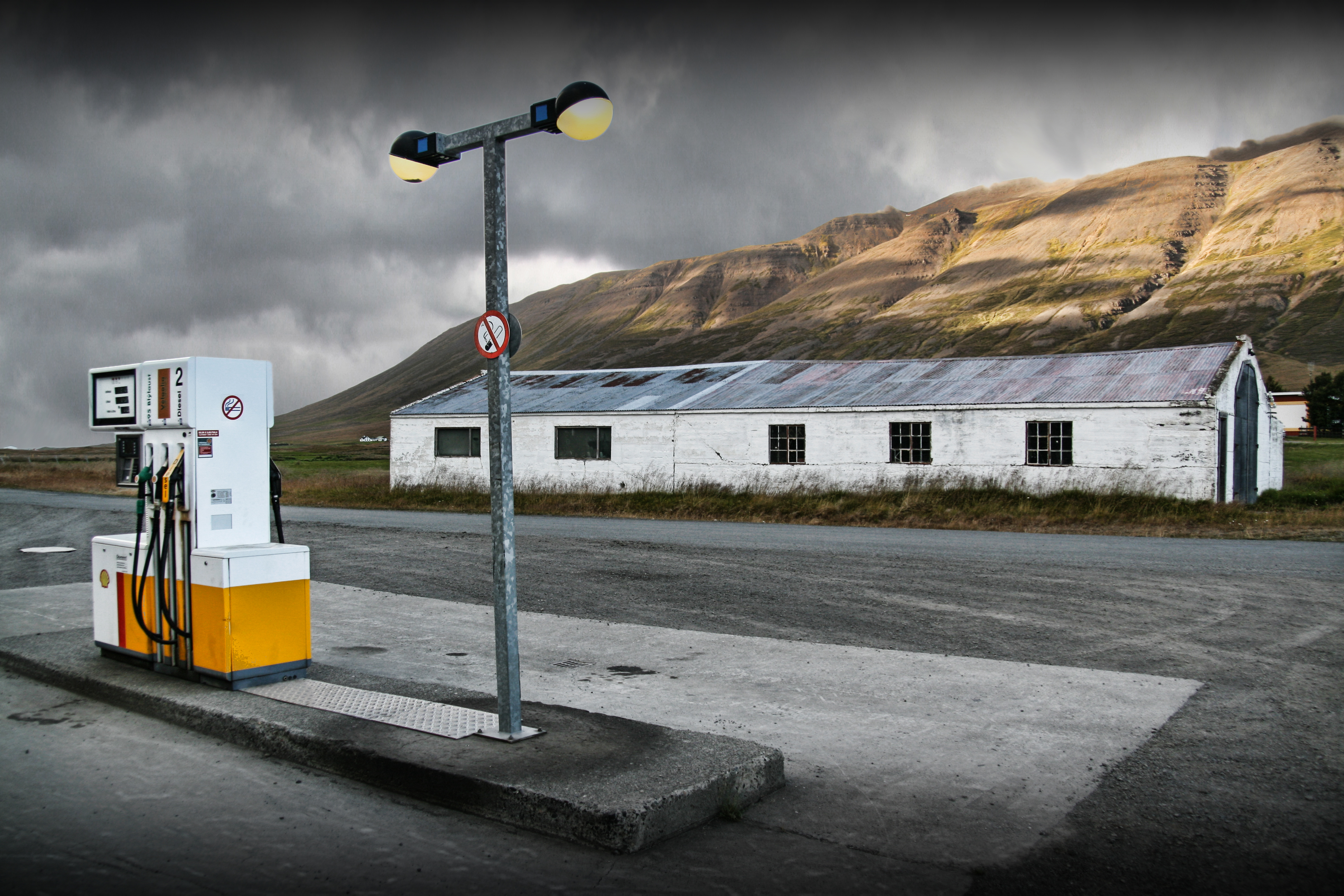
Dispensador de combustible.

Un combustible de motor es un combustible que se utiliza para proporcionar energía a los vehículos de motor de combustión.
Actualmente, la mayoría de los vehículos de motor en todo el mundo funcionan con gasolina o diésel. Otras fuentes de energía incluyen etanol, biodiésel, propano, gas natural comprimido (GNC), baterías eléctricas cargadas desde una fuente externa e hidrógeno. El uso de combustibles alternativos está aumentando, especialmente en Europa. Antes de decidirse por un tipo de combustible en particular, se deben considerar algunos factores:
- La rentabilidad de una solución.
- La carga de trabajo en relación con el propio rendimiento de conducción: si alguien conduce distancias cortas, obtendrá muy pocos beneficios para él y el medio ambiente.
- La infraestructura de carga debe estar lo suficientemente desarrollada, para que uno pueda usar su vehículo de manera flexible sin preocuparse por encontrar una estación de servicio.